# Uttar Pirpur
Uttar Pirpur là một thị trấn thống kê (census town) của quận Haora thuộc bang Tây Bengal, Ấn Độ.

## Nhân khẩu
Theo điều tra dân số năm 2001 của Ấn Độ, Uttar Pirpur có dân số 4789 người. Phái nam chiếm 52% tổng số dân và phái nữ chiếm 48%. Uttar Pirpur có tỷ lệ 63% biết đọc biết viết, cao hơn tỷ lệ trung bình toàn quốc là 59,5%: tỷ lệ cho phái nam là 69%, và tỷ lệ cho phái nữ là 58%. Tại Uttar Pirpur, 13% dân số nhỏ hơn 6 tuổi.